# King’s Chapel
Die King’s Chapel ist eine Kirche in Boston im Bundesstaat Massachusetts der Vereinigten Staaten. Sie gehört zu einer unabhängigen christlichen unitarischen Kirchengemeinde, die mit der Unitarian Universalist Association verbunden ist. Dies bedeutet unitarisches Christentum in der Theologie, anglikanische Gottesdienste und eine kongregationalistische Verwaltung. Das Gebäude steht an der Ecke Tremont Street und School Street und stammt aus dem 18. Jahrhundert. Es ist Teil der Route auf dem Freedom Trail.

## Geschichte

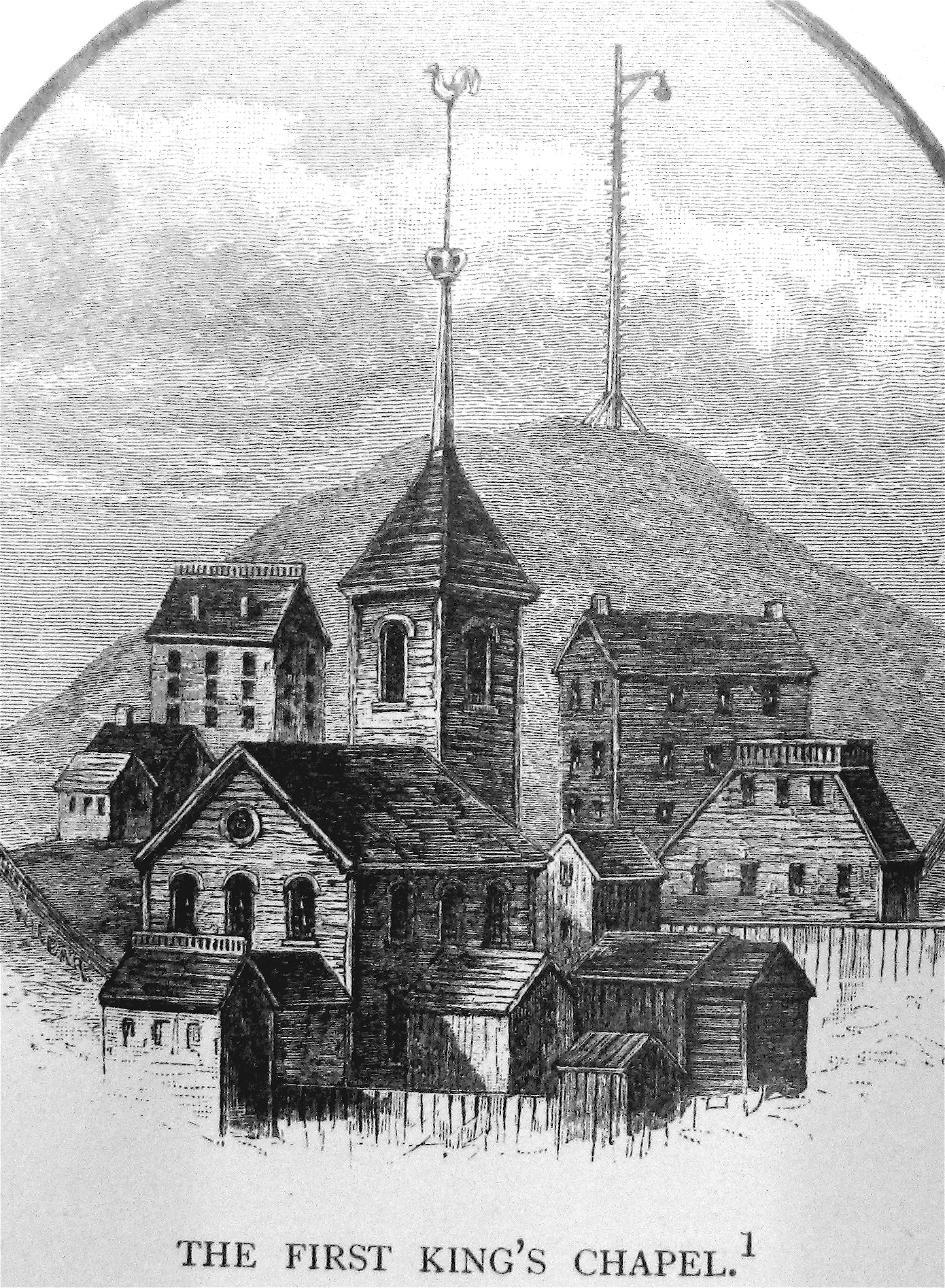
Die erste King’s Chapel im Jahr 1688 (zerstört)

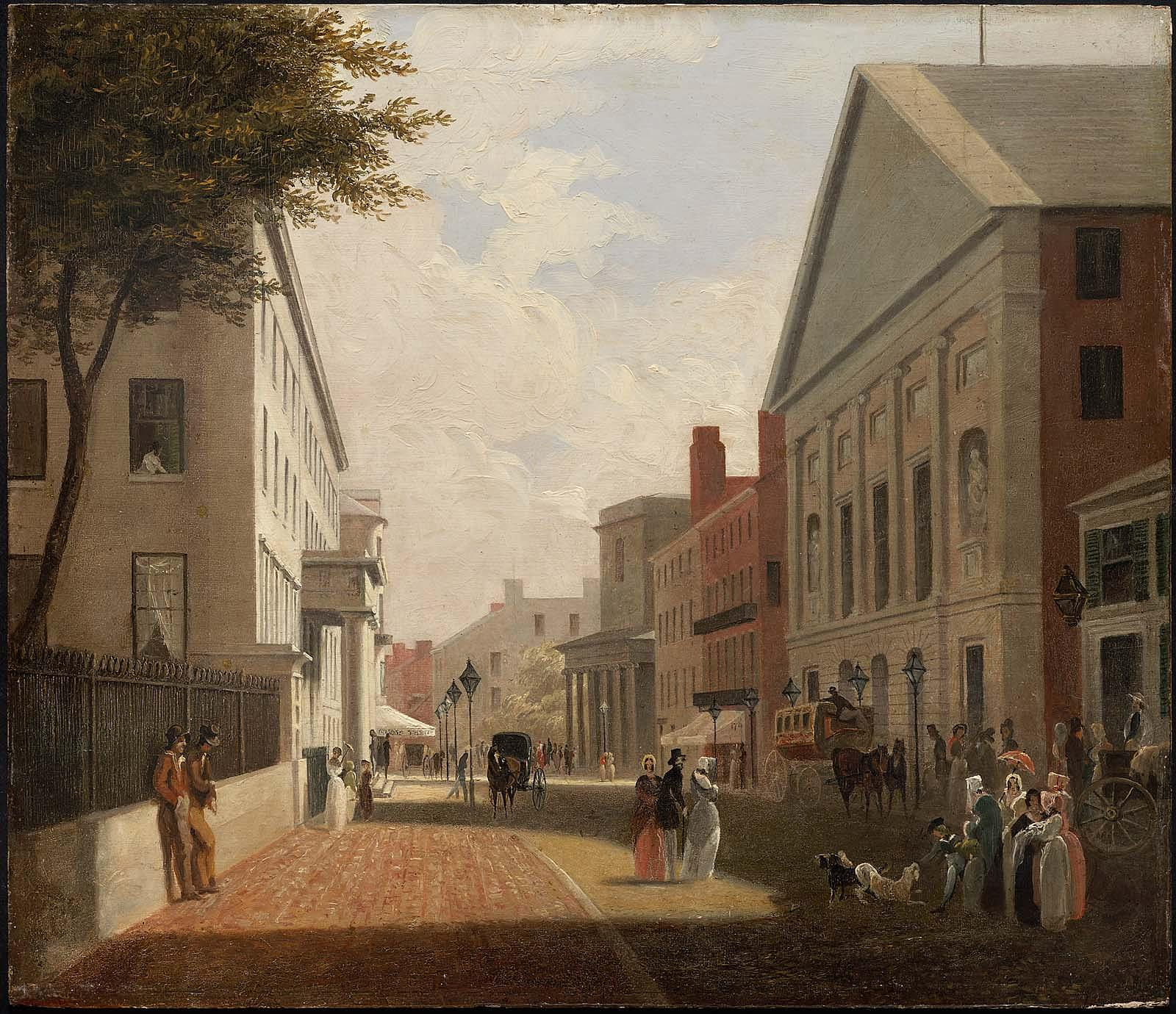
Die Tremont Street, ca. 1843, mit Ansicht der King’s Chapel

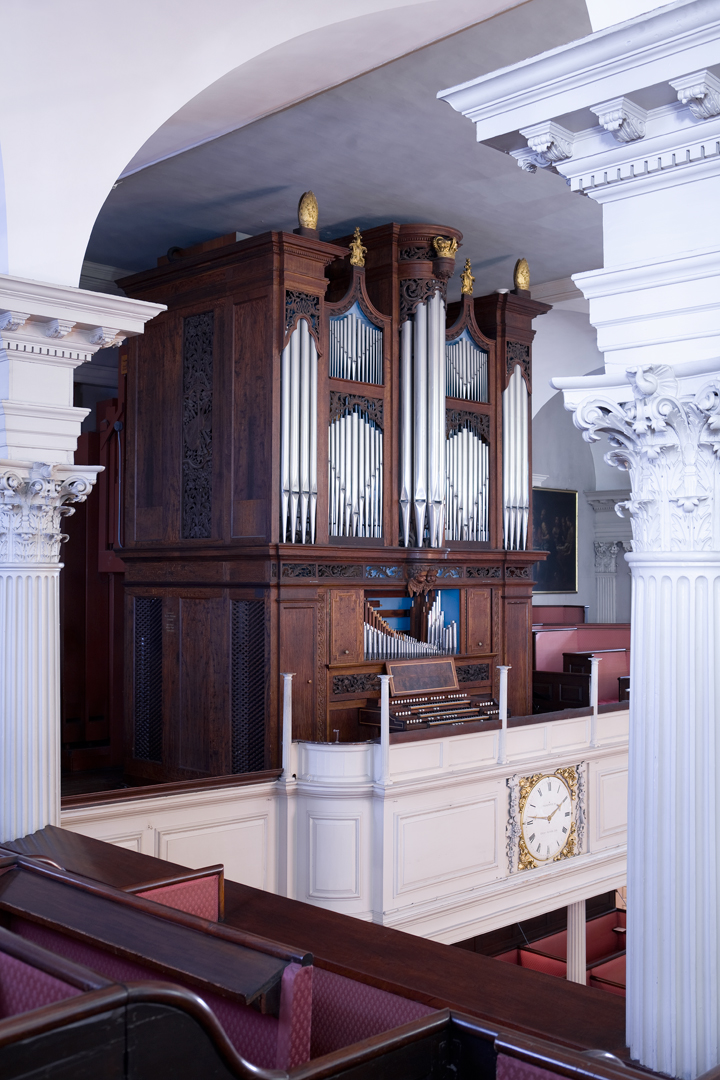
Die Orgel der King’s Chapel

Die King’s Chapel wurde unter dem königlichen Gouverneur Joseph Dudley im Jahr 1686 während der Regierungszeit von Jakob II. als erste anglikanische Kirche in Neuengland gegründet. Das ursprüngliche Kirchengebäude bestand aus Holz und wurde 1688 an der Ecke Tremont/School Street errichtet, wo auch heute noch das aktuelle Kirchengebäude steht. Die Kirche wurde auf dem damaligen Public Burying Ground platziert, weil zum Zeitpunkt ihrer Errichtung kein Einwohner dazu bereit war, Land an eine nicht-puritanische Kirchengemeinde zu verkaufen.
Die Bauarbeiten am heutigen steinernen, von Peter Harrison entworfenen Kirchengebäude, begannen 1749 und wurden 1754 beendet. Die steinerne Kirche wurde um die bereits bestehende hölzerne Konstruktion herum gebaut, so dass diese nach Fertigstellung des Steinmantels abgebaut und durch die Fenster der neuen Kirche hinausbefördert werden konnte. Das Holz wurde anschließend nach Lunenburg transportiert, wo es dazu verwendet wurde, dort die St. John’s Anglican Church zu errichten. Diese wurde durch ein Feuer in der Nacht zu Halloween 2001 nahezu vollständig zerstört und anschließend bis 2005 neu errichtet, so dass von der originalen Bausubstanz heute so gut wie nichts mehr übrig ist.
Während der Amerikanischen Revolution war die Kirche vakant und wurde lediglich als Stone Chapel (Steinkapelle) bezeichnet. Die Loyalisten wanderten nach Kanada aus, und die in den USA zurückgebliebenen eröffneten die Kirche im Jahr 1782 wieder. Sie wurde unter dem Pfarrer James Freeman unitarisch, der das Book of Common Prayer bis 1785 nach unitarischen Gesichtspunkten überarbeitete. Obwohl Freeman stets davon ausging, dass die King’s Chapel episkopal sei, weigerte sich die Anglikanische Kirche, ihn zum Priester zu weihen. Bis heute folgt die Kirche daher ihrer eigenen anglikanisch/unitarischen Hybrid-Liturgie. Sie ist als Gemeinde Mitglied in der Unitarian Universalist Association.
Im Inneren wird die Kirche wesentlich charakterisiert durch ihre hölzernen Säulenreihen, deren korinthische Kapitelle von William Burbeck und seinen Schülern im Jahr 1758 von Hand geschnitzt wurden. Sitzgelegenheiten bieten zum Teil einzeln stehende Kirchenbänke, von denen die meisten ursprünglich den Familien gehörten, die dafür eine regelmäßige Miete zahlten und die Bänke entsprechend ihrem persönlichen Geschmack dekorierten. Ihr heutiges einheitliches Aussehen geht auf die 1920er Jahre zurück.
Die Musik spielt bereits sehr lange eine wichtige Rolle in der King’s Chapel, die ihre erste Orgel im Jahr 1723 erwarb. Das heute in der Kirche genutzte Instrument ist das insgesamt sechste und wurde 1964 von C. B. Fisk, einer Orgelbaufirma aus Gloucester, gebaut. Sie ist mit Mitren und Gravuren der Orgel aus dem Jahr 1756 verziert und im Hinblick auf die Größe leicht unterdurchschnittlich im Vergleich mit den meisten anderen Orgeln, die Mitte des 20. Jahrhunderts in europäischen Kirchen eingebaut wurden. Über 40 Jahre lang war der bedeutende US-amerikanische Komponist Daniel Pinkham der Organist und Musikdirektor der King’s Chapel. Sein Nachfolger ist Heinrich Christensen.
Die Glocke der Kirche wurde in England gegossen und 1772 installiert. Im Jahr 1814 bekam sie einen Riss und musste durch Paul Revere neu gegossen und wieder aufgehängt werden. Es ist die größte Glocke, die durch die Gießerei von Revere jemals angefertigt wurde, und die letzte, die Paul Revere selbst gegossen hat. Seit dieser Zeit ertönt die Glocke zu jedem Gottesdienst.
Im Inneren des Gebäudes befindet sich ein Denkmal, das an Samuel Vassall, Bruder des Kolonisten William Vassall, Patentinhaber der Massachusetts Bay Company und einen der ersten Beigeordneten der Massachusetts Bay Colony, erinnert. Das Denkmal an den Londoner Händler erwähnt seinen Widerstand gegen die Steuern, die der englische König Karl I. auf Tonnengelder und Pfundzölle erhob, insbesondere da das Parlament des Vereinigten Königreichs den Antrag des Königs, diese Steuern auf Lebenszeit zu verlängern, abgewiesen hatte. Vassall vertrat in der Folge von 1640 bis 1641 die Stadt London im Parlament als Abgeordneter. Ironischerweise wandte er sich später während der Amerikanischen Revolution gemeinsam mit seinem Bruder William, nach dem die Stadt Vassalboro benannt worden war, den Loyalisten zu und floh während des Amerikanischen Unabhängigkeitskriegs nach England.

## Pfarrer
| Name                    | Funktion           | Amtszeit   |
| ----------------------- | ------------------ | ---------- |
| Robert Ratcliff         | Rector             | 1686–1689  |
| Samuel Myles            | Rector             | 1689–1728  |
| Roger Price             | Rector             | 1729–1746  |
| Henry Caner             | Rector             | 1747–1776  |
| James Freeman           | Rector             | 1787–1836  |
| Samuel Cary             | Minister           | 1809–1815  |
| Francis W. P. Greenwood | Minister           | 1824–1843  |
| Ephraim Peabody         | Minister           | 1845–1856  |
| Henry W. Foote          | Minister           | 1861–1889  |
| Howard N. Brown         | Minister           | 1895–1921  |
| Harold E. B. Speight    | Minister           | 1921–1927  |
| John C. Perkins         | Minister in charge | 1927–1931  |
| John C. Perkins         | Minister           | 1931–1933  |
| Palfrey Perkins         | Minister           | 1933–1953  |
| Joseph Barth            | Minister           | 1953–1965  |
| Carl R. Scovel          | Senior Minister    | 1967–1999  |
| Charles C. Forman       | Affiliate Minister | 1980–1998  |
| Matthew M. McNaught     | Interim Minister   | 1999–2001  |
| Earl K. Holt            | Minister           | 2001–2009  |
| Dianne E. Arakawa       | Interim Minister   | 2009–heute |

## King’s Chapel Burying Ground
Auf dem Friedhof neben der King’s Chapel befinden sich die Gräber einer Vielzahl historisch bedeutender Persönlichkeiten. Er war von 1630 bis 1660, also 30 Jahre lang, der einzige Friedhof in Boston und ist, wie die Kirche selbst, ebenfalls eine Station auf der Route des Freedom Trail.